# Поладлы (Агджабединский район)
Поладлы (азерб. Poladlı) — село в Поладлинском административно-территориальном округе Агджабединского района Азербайджана.

## Этимология
Название села происходит от шахсевенского племени поладлы.

## История
Село Полад-Мамедлу в 1913 году согласно административно-территориальному делению Елизаветпольской губернии относилось к Келабединскому сельскому обществу Шушинского уезда.
В 1926 году согласно административно-территориальному делению Азербайджанской ССР село относилось к дайре Агдам Агдамского уезда.
После реформы административного деления и упразднения уездов в 1929 году был образован Сарыджалинский сельсовет в Агджабединском районе Азербайджанской ССР.
Согласно административному делению 1961 и 1977 года село Поладлы входило в Сарыджалинский сельсовет Агджабединского района Азербайджанской ССР.
В 1999 году в Азербайджане была проведена административная реформа и внутри Сарыджалинского административно-территориального округа был учрежден Поладлинский муниципалитет Агджабединского района.
5 июля 2000 года из состава Сарыджалинского административно-территориального округа выделен новый, Поладлинский.

## География
Поладлы расположены в Карабахской степи.
Село находится в 28 км от райцентра Агджабеди и в 307 км от Баку. Ближайшая железнодорожная станция — Агдам (действующая — Халадж).
Село находится на высоте 90 метров над уровнем моря.

## Население
| Численность населения | Численность населения | Численность населения | Численность населения |
| 1886                  | 1989                  | 1999                  | 2009                  |
| --------------------- | --------------------- | --------------------- | --------------------- |
| 212                   | ↗830                  | ↗1273                 | ↗1361                 |

В 1886 году в селе проживало 212 человек, все — азербайджанцы, по вероисповеданию — мусульмане-шииты.
Население преимущественно занимается хлопководством, выращиванием зерна, животноводством.

## Климат
Среднегодовая температура воздуха в селе составляет +14,5 °C. В селе полупустынный климат.

## Инфраструктура
В советское время близ села располагались птицефабрика и молочно-товарная ферма.
В селе расположены почтовое отделение, средняя школа, библиотека, клуб, медицинский пункт.